# Madhubala
Madhubala (en devanagari: मधुबाला), nascuda com a Mumtaz Jehan Begum Dehlavi (Delhi, Índia Britànica, 14 de febrer de 1933 - Bombai, Maharashtra, Índia, 23 de febrer de 1969) va ser una actriu de cinema i cantant de l'Índia. Va aparèixer en pel·lícules clàssiques del cinema hindi. Va actuar en unes 70 pel·lícules al llarg de la seva carrera. Avui dia és més reconeguda pel seu paper en la pel·lícula d'època Mughal-i-Azam (1960). Va ser la protagonista més famosa de Bollywood durant els anys cinquanta i seixanta. Ella era especialment famosa per la seva bellesa, tant que la seva actuació realitzada sovint es passava per alt. Va ser una icona del glamour i el 1952 la revista nord-americana Theatre Arts la va nomenar la "major estrella del món". Va patir d'una cardiopatia congènita i es va morir a l'edat de 36 anys.